# Montagna Pantani
Montagna Pantani (tidigare även kallat Cima Pantani) är en årlig utmärkelse som delas ut till den som kommer först över krönet på ett utvalt bergspass i Giro d’Italia. Den infördes 2004 för att hedra den bortgångne tävlingscyklisten Marco Pantani. 2024 döptes Mortirolopasset officiellt om till Cima Pantani, varför denna beteckning blev tvetydig.

## Lista över Montagna Pantani
| År   | Topp                        | Höjd   | Första passerande        |
| ---- | --------------------------- | ------ | ------------------------ |
| 2004 | Mortirolopasset             | 1852 m | Raffaele Illiano (ITA)   |
| 2005 | Passo delle Erbe (Würzjoch) | 2003 m | Juan Manuel Gárate (ESP) |
| 2006 | Mortirolopasset             | 1852 m | Ivan Basso (ITA)         |
| 2007 | Santuario di Oropa          | 1159 m | Marzio Bruseghin (ITA)   |
| 2008 | Mortirolopasset             | 1852 m | Antonio Colom (ESP)      |
| 2009 | Col d'Izoard                | 2361 m | Stefano Garzelli (ITA)   |
| 2010 | Mortirolopasset             | 1852 m | Michele Scarponi (ITA)   |
| 2011 | Passo Fedaia                | 2057 m | Mikel Nieve (ESP)        |
| 2012 | Mortirolopasset             | 1852 m | Thomas De Gendt (BEL)    |
| 2013 | Col du Galibier             | 2646 m | Giovanni Visconti (ITA)  |
| 2014 | Plan di Montecampione       | 1800 m | Fabio Aru (ITA)          |
| 2015 | Mortirolopasset             | 1854 m | Steven Kruijswijk (NED)  |
| 2016 | Passo Sella                 | 2244 m | David López (ESP)        |
| 2017 | Santuario di Oropa          | 1142 m | Tom Dumoulin (NED)       |
| 2018 | Campo Imperatore            | 2135 m | Simon Yates (GBR)        |
| 2019 | Mortirolopasset             | 1854 m | Giulio Ciccone (ITA)     |
| 2020 | Piancavallo                 | 1290 m | Tao Geoghegan Hart (GBR) |
| 2021 | Passo Fedaia                | 2057 m | avlyst                   |
| 2022 | Passo di Santa Cristina     | 1427 m | Jan Hirt (CZE)           |
| 2023 | Campo Imperatore            | 2135 m | Davide Bais (ITA)        |
| 2024 | Santuario di Oropa          | 1159 m | Tadej Pogačar (SLO)}     |
| 2025 | Mortirolopasset             | 1854 m | Afonso Eulálio (POR)}    |